# 1313
Пізнє Середньовіччя •  Реконкіста •  Ганза •  Монгольська імперія

## Геополітична ситуація
Андронік II Палеолог є імператором Візантійської імперії (до 1328). Зі смертю Генріха VII Люксембурга титули короля Німеччини та імператора Священної Римської імперії залишилися без власника. У Франції править Філіп IV Красивий (до 1314).
Апеннінський півострів розділений: північ належить Священній Римській імперії, середню частину займає Папська область, південь належить Неаполітанському королівству. Деякі міста півночі: Венеція, Піза, Генуя тощо, мають статус міст-республік.
Майже весь Піренейський півострів займають християнські Кастилія (Леон, Астурія, Галісія), Наварра, Арагонське королівство (Арагон, Барселона) та Португалія, під владою маврів залишилися тільки землі на самому півдні. Едуард II став королем Англії (до 1327), а королем Данії є Ерік VI (до 1319).
Руські землі перебувають під владою Золотої Орди. Галицько-Волинське князівство очолюють Лев Юрійович та Андрій Юрійович, Михайло Ярославич править у Володимиро-Суздальському князівстві (до 1318).
Монгольська імперія займає більшу частину Азії, але вона розділена на окремі улуси, що воюють між собою. У Китаї, зокрема, править монгольська династія Юань. У Єгипті владу утримують мамлюки. Мариніди правлять у Магрибі. Делійський султанат є наймогутнішою державою Північної Індії, а на півдні Індії панують держава Хойсалів та держава Пандья. В Японії триває період Камакура.
Цивілізація мая переживає посткласичний період. Почала зароджуватися цивілізація ацтеків.

## Події
- Золоту Орду очолив Узбек-хан.
- Венеція заснувала колонію у місті Тана на Дону.
- 24 серпня в поході на Неаполітанське королівство помер імператор Священної Римської імперії Генріх VII. Його син Іоанн успадкував графство Люксембурзьке. Нового короля Німеччини оберуть тільки через 14 місяців.
- 9 вересня Людовик Баварський завдав поразки Фрідріху I Австрійському в битві біля Гамельсдорфа.
- Розпочалася війна між Флоренцією та Пізою. Вона триватиме до 1364 року.
- Сербський король Стефан Урош II Милутин заснував монастир Банська.
- Єгипетські мамлюки дали відсіч походу ільханів у Сирію.
- Ван Чжень надрукував енциклопедичну працю з рільництва «Нун шу».

## Народились
- 6 лютого — Джованні Бокаччо, італійський письменник.